# Hockeria confusa
Hockeria confusa är en stekelart som beskrevs av Nikol'skaya 1960. Hockeria confusa ingår i släktet Hockeria och familjen bredlårsteklar.
Artens utbredningsområde är Iran. Inga underarter finns listade i Catalogue of Life.